# 関田康慶
関田 康慶（せきた やすよし、1947年4月26日 - ）は、東北大学名誉教授、前・東北福祉大学健康科学部教授・特任教授 医学博士。専門領域は医療安全、医療管理、医療システム評価。
北海道札幌市で長男として生まれ、本籍地である高知県南国市大埇乙の家で育った。兄弟は弟がいる。

## 親族
- 父：関田健二
- 母：関田榮子
- 二男：関田典義
- 孫：関田康誠-典義の長男
- 孫：関田健誠-典義の二男
- 孫：関田美栄₋典義の二女
- 祖父：関田為平（社会教育家）-健二の父
- 祖母：関田茂樹-健二の母
- 曾祖父：関田英穂（大篠村村長）-茂樹の父
- 高祖父：関田為三郎-英穂の父
- 高祖母：関田登良₋英穂の母
- 五世の祖：関田百次₋為三郎の父
- 五世の祖：関田右免₋為三郎の母
- 六世の祖：関田常作₋右免の父
- 曾祖父：関田可通（民権運動家、貴族院多額納税者議員）₋為平の父
- 曾祖母：関田喜代₋為平の母
- 高祖父：関田猪三郎₋可通の父